# Alexander Rogers
Alexander Elliott Rogers (Hampstead, Londres, 14 d'abril de 1867 – Marylebone, Londres, 19 de febrer de 1934) va ser un tirador anglès que va competir a durant el primer quart del segle xx.
El 1908 va prendre part en els Jocs Olímpics de Londres, on guanyà una medalla de bronze en la prova de tir al cérvol, tret simple. En aquests mateixos Jocs disputà dues proves més del programa de tir, amb una sisena posició final en tir al cérvol, doble tret i la 28a en rifle militar, 1000 iardes.
Setze anys més tard va disputar els Jocs de París, amb la participació en dues proves del programa de tir. Destaca la quarta posició en tir al cérvol, tret simple, per equips.